# Raión de Balakán
Balakán (en azerí: Balakən) es uno de los cincuenta y nueve rayones en los que subdivide políticamente la República de Azerbaiyán que se encuentra entre la República de Georgia y la Federación Rusa. Limita al sur con Georgia y Daguestán (Rusia) al este y norte. La capital es la ciudad homónima.

## Territorio y Población
Comprende una superficie de 923 kilómetros cuadrados, con una población de 88 000 personas y una densidad poblacional de 92 habitantes por kilómetro cuadrado.